# Ayre (musique)
Pour les articles homonymes, voir Ayre.
L'ayre est un genre musical qui date de la Renaissance, particulièrement apprécié en Grande-Bretagne. Il s'agit d'une interprétation vocale généralement accompagnée au luth qui tire essentiellement ses origines de l'air de cour français. 
De la fin du XVIe siècle aux années 1620, les ayres connurent en Grande-Bretagne une grande vogue de popularité à la suite de la publication du recueil First Booke of Songs or Ayres de John Dowland.

## Référence
1. ↑  Dictionnaire Larousse de la Musique.